# Amygdalops rufior
Amygdalops rufior är en tvåvingeart som beskrevs av Rohacek och Amnon Freidberg 1993. Amygdalops rufior ingår i släktet Amygdalops och familjen sumpflugor.
Artens utbredningsområde är Israel. Inga underarter finns listade i Catalogue of Life.